# Lucas Bossio
Lucas Bossio (Wenceslao Escalante, 6 marzo 1990) è un calciatore argentino, centrocampista dell'Ellas Syrou.

## Carriera
Ha giocato nella seconda divisione argentina.